# Laurent Recouderc
Laurent Recouderc (* 10. Juli 1984 in Toulouse) ist ein ehemaliger französisch-andorranischer Tennisspieler.

## Karriere

### Juniorentennis
Recouderc sorgte in seiner Juniorenkarriere erstmals für Aufsehen, als er 2002 mit einer Wildcard bei den French Open das Finale erreichte. Nach einem Erstrundenerfolg gegen Tomáš Berdych besiegte er den an Nummer 1 gesetzten Schweden Robin Söderling mit 6:4, 6:2. Dabei profitierte er von einer mehrstündigen Regenpause beim Stande von 3:2 für Söderling. Im Viertelfinale behielt er gegen Jo-Wilfried Tsonga mit 2:6, 6:0, 6:3 die Oberhand, anschließend warf er Andreas Seppi mit 7:6(5), 1:6, 6:4 aus dem Turnier. Erst im Finale wurde Recouderc von seinem Landsmann Richard Gasquet gestoppt, der deutlich mit 6:0, 6:1 gewann.

### Profikarriere seit 2003
2003 startete Recouderc seine Profikarriere. Seitdem nimmt er hauptsächlich an Future- und Challenger-Turnieren teil. Seinen ersten Challenger-Sieg feierte er im Juni 2008 in Bytom, als er den Spanier Pablo Santos González in zwei Sätzen bezwang. Diesen Erfolg wiederholte er 2009 mit einem Sieg über Jan Hájek; im gleichen Jahr gewann er zudem das Turnier in Rabat, wo er sich im Finale gegen Santiago Ventura durchsetzte.
Bei Grand-Slam-Turnieren stand er viermal im Hauptfeld. Seinen größten Erfolg als Profi feierte er 2007 bei den French Open, als er als Qualifikant den Top-100-Spieler Sam Querrey in der ersten Runde in fünf Sätzen schlug. Die folgende Begegnung verlor er in vier Sätzen gegen den späteren Halbfinalisten Novak Đoković. 2008 bekam er eine Wildcard für die US Open, unterlag aber dem Luxemburger Gilles Müller in vier Sätzen. Auch bei den French Open 2010, seiner letzten Grand-Slam-Teilnahme, war für Recouderc in der ersten Runde Schluss; er schied glatt in drei Sätzen gegen den späteren Finalisten Robin Söderling aus. Im Doppel konnte er an der Seite von Thierry Ascione bis ins Achtelfinale vorstoßen. 2015 spielte er letztmals ein Profiturnier.
In der 2. Tennisbundesliga spielt er für den TC Blau-Weiss Berlin in der 2. Tennis-Bundesliga.

## Erfolge
| Legende (Anzahl der Siege)  |
| Grand Slam                  |
| ATP World Tour Finals       |
| ATP World Tour Masters 1000 |
| ATP World Tour 500          |
| ATP World Tour 250          |
| ATP Challenger Tour (3)     |

### Einzel

#### Turniersiege
| Nr. | Datum         | Turnier   | Belag | Finalgegner           | Ergebnis |
| --- | ------------- | --------- | ----- | --------------------- | -------- |
| 1.  | 22. Juni 2008 | Bytom (1) | Sand  | Pablo Santos González | 6:3, 6:4 |
| 2.  | 14. März 2009 | Rabat     | Sand  | Santiago Ventura      | 6:0, 6:2 |
| 3.  | 21. Juni 2009 | Bytom (2) | Sand  | Jan Hájek             | 6:3, 6:4 |